# Unione Sportiva Badia Polesine
L'Unione Sportiva Badia Polesine, nota più semplicemente come Badia Polesine , è la principale società calcistica di Badia Polesine. Milita in Prima Categoria, settima divisione del campionato italiano.

## Storia

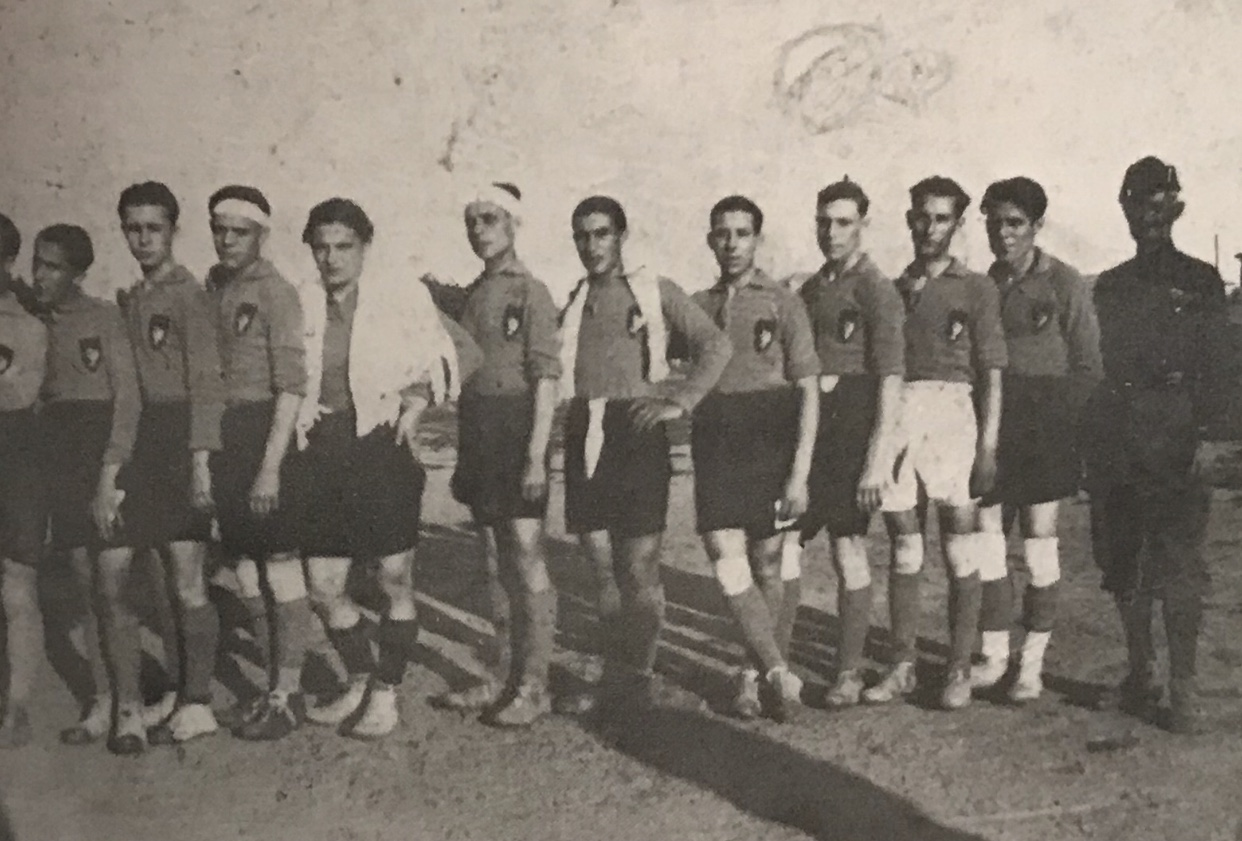
GSF Badiese nel 1928

Nei quotidiani sportivi polesani di inizio Novecento non si ha traccia di calcio sino al 1915. Tuttavia, si ritiene che il calcio in Polesine fosse già praticato da tempo.
Storicamente la nascita dell’FBC Badiese si fa risalire al 1912, con colori sociali bianco-azzurri.
A causa dell’assenza di infrastrutture sportive a Badia Polesine, la neonata società non si poté iscrivere a nessun campionato fino alla costruzione, nel 1928, dell’allora Stadio “Polisportivo del Littorio” (oggi Stadio O. Verzaro), voluto fortemente dal Podestà di Badia Polesine Dreyfuss Leati. 
Il primo campionato cui la squadra badiese si iscrisse è la Terza Divisione 1928-1929, disputata sotto l'egida del capitano del Milan, Abdon Sgarbi, come allenatore.
Nella sua storia può vantare la partecipazione a due campionati di Serie C.

## Statistiche e record

### Partecipazione ai campionati
| Livello | Categoria       | Partecipazioni | Debutto   | Ultima stagione | Totale |
| ------- | --------------- | -------------- | --------- | --------------- | ------ |
| 3º      | Serie C         | 2              | 1946-1947 | 1947-1948       | 2      |
| 4º      | Prima Divisione | 1              | 1945-1946 | 1945-1946       | 3      |
| 4º      | Promozione      | 2              | 1948-1949 | 1949-1950       | 3      |

## Palmarès

### Competizioni regionali
- Prima Categoria: 2

2014-2015 (girone D)
2002-2003
- Seconda Categoria: 2

2013-2014 (girone H)
1999-2000
- Terza Categoria: 2

1994-1995
1966-1967
- Campionato italiano di terza divisione: 1

1928-1929 (girone D)

### Altri piazzamenti
- Prima Divisione:

Secondo posto: 1945-1946 (girone E)

## Giocatori celebri
- Valentino Degani
- Giuseppe De Marchi
- Gastone Celio
- Celestino Celio
- Dionigio Borsari